# Casal de Cambra
Casal de Cambra es una freguesia portuguesa del municipio de Sintra, con un área de 9,4 kilómetros cuadrados y 9865 habitantes (2001). La densidad poblacional asciende a 4110,4 hab/km². La patrona de la localidad es Santa Marta.
La zona donde actualmente se encuentra esta freguesia era antes una de las grandes terras de pão (grandes tierras de pan), lo que quiere decir que sus terrenos estaban cubiernos por plantaciones de trigo. Desde el siglo XV, la Quint do Casal, que era como se denominaba en esa época, pertenecía a la Infanta doña Beatriz, madre de D. Manuel I.
Durante el siglo XVI pasaron a formar parte de la casa de la reina, tomando el nombre de cámara, y destinando su rendimiento económico al sustento de la casa de la reina. en 1583 se hace el primer asiento de boda y en 1587, concretametne el 9 de enero, se registra el primer obituario.
En el siglo XVII crece la población, dividiéndose la quinta en varias parejas. En la primera década de este siglo fue construida la Ermita de Santa Marta y ahí se celebraron ocho bodas.
Se cree que el nombre actual de este barrio se debe al desarrollo que tuvo una de las partes de la cámara. Casal de cámbra, era llamada hasta 1940 como Casal de camera. Esto surgió de la crisis de habitación existente en esa época y la presión ejercida por la gran ciudad de Lisboa, que iba empujando a sus habitantes a las afueras.
Era una propiedad rústica destinada a la explotación agrícola y pecuaria. El barrio se fue expandiendo con la construcción de carácter familiar pero no por un desarrollo comercial.
Es de destacar, que en 1911, las aguas de Casal de camera, después de ser analizadas demostraron ser una excelente agua tónica, idicada para el tratamiento de anemias. En 1913 estas aguas fueron explotadas por la Empresa de las Aguas.
El nombre que se utilizaba inicialmente, Casal de Camera pasó a ser Casal de Cambra cuando un hombre fue a registrar una biciclera al ayuntamiento de Sintra y en vez de escribir Camera escribió Cambra y a partir de ahí se cambió la denominación.[cita requerida]
En 1982 comenzaron las obras en las redes de abastecimiento de aguas, y recogida de desperdicios. Casal de Cambra destacaba por ser un barrio clandestino, surgido de las ventas y construcciones ilegales. De esta forma, sus habitantes no tenían ningún tipo de espacio colectivo. Por ello construyeron un edificio social junto a la Laguna. Esta asociación fue construida por los habitantes que trabajaron voluntariamente y aportaron los materiales de la construcción.
La población fue creciendo día a día y había necesidad de recurrir con frecuencia a la junta de freguesia de Belas. Comenzó entonces a funcionar en este edificio social un gabinete de la Junta de freguesia, donde el presidente de la Junta de Belas trabajaba para atender a la población.
Algunos años después de esta construcción, comenzó a funcionar la primera escuela de Casal de Cambra pues ya había demasiados niños en edad escolar.
Más tarde surgió una asociación deportiva, con sede también en el edificio social. En mayo de 1985 se creó la Asociación de Propietarios de Casal de Cambra. En 1988 la escuela dejó de funcionar aquí, pues el ayuntamiento de Sintra construyó un edificio aparte para albergar la escuela. El edificio social pasó a ser un edificio para la práctica deportiva exclusivamente.
En 1997 Casal de Cambra se convirtió en freguesia, el edificio social fue remodelado y es ahí donde funciona actualmente la Junta de freguesia.
- Datos: Q1046749
- Multimedia: Casal de Cambra / Q1046749